# Pandea clionis
Pandea clionis is een hydroïdpoliep uit de familie Pandeidae. De poliep komt uit het geslacht Pandea. Pandea clionis werd in 1910 voor het eerst wetenschappelijk beschreven door Vanhöffen. 